# Isaac Cofie
Isaac Cofie (Acra, 20 de setembro de 1991) é um futebolista profissional ganês que atua como meia.

## Carreira
Isaac Cofie começou a carreira no Genoa.